# Pier Felice Stangoni
Pier Felice Stangoni (14 ottobre 1888 – ...) è stato un politico e giornalista italiano, membro della Consulta nazionale.